# Breakfast (Mrs. GREEN APPLEの曲)
『breakfast』（ブレックファスト）は、日本のロックバンド・Mrs. GREEN APPLEの楽曲。2025年6月4日にユニバーサルミュージック内のレーベル・EMI Recordsより配信限定シングルとしてリリースされた。

## 概要
前作「天国」より、約1か月ぶりのリリース。本楽曲は、フジテレビ系の情報番組『サン!シャイン』テーマソングとして書き下ろされた。フジテレビ系の情報番組のテーマソングの手掛けたのは、『サン!シャイン』と同枠で放送されていた『めざまし8』の2022年度のテーマソングとして「ダンスホール」を書き下ろして以来となる。
楽曲の起用発表の際、大森は楽曲について、「さまざまな思いが交錯する毎日かと思いますが、「よし、今日も一丁やりますか！」と思ってもらえるように、皆さまの朝を少しでも彩れるように、そんな思いのもと制作しました」とコメントしている。
5月28日、本楽曲が18th配信シングルとしてリリースされることが発表。同時に、楽曲のリリースまでのコンテンツカレンダーが公開された。

## テレビ披露
| 番組名                   | 放送局         | 出演日        | 備考                                                       |
| ------------------------ | -------------- | ------------- | ---------------------------------------------------------- |
| ミュージックステーション | テレビ朝日系列 | 2025年6月20日 | テレビ初披露                                               |
| CDTV ライブ! ライブ!     | TBSテレビ系列  | 2025年6月23日 |                                                            |
| 2025 FNS歌謡祭 夏        | フジテレビ系列 | 2025年7月2日  | 「breakfast」「クスシキ」「Soranji」の全3曲を披露。        |
| THE MUSIC DAY 2025       | 日本テレビ系列 | 2025年7月5日  | 「breakfast」「ダンスホール」「ケセラセラ」の全3曲を披露。 |